# Любомудров, Владимир Павлович
Влади́мир Па́влович Любому́дров (12 октября 1939, Солнечногорск, Московская область — 27 марта 2020) — советский и российский кинорежиссёр, сценарист.

## Биография
Владимир Павлович Любомудров родился 12 октября 1939 года в городе Солнечногорск Московской области.
В 1965—1969 годах учился на факультете журналистики МГУ, в 1971 году окончил Высшие курсы сценаристов и режиссёров при Госкино СССР.
Руководил группой каскадёров, являясь постановщиком трюковых конных сцен.
Последний фильм Владимира Любомудрова «Наследник» был снят в 1993 году, однако из-за нехватки финансирования озвучить его удалось только спустя девять лет — картина вышла на экраны в 2002 году.

## Фильмография

### Режиссёр
- 1979 — «Ищи ветра…»
- 1981 — «Романс»
- 1982 — «Кавалеристы»
- 1984 — «Первая конная»
- 1988 — «Белые вороны»
- 1991 — «Отель «Эдем»»
- 2002 — «Наследник»

### Сценарист
- 1979 — «Ищи ветра…»
- 1981 — «Романс»
- 1982 — «Кавалеристы»
- 1984 — «Первая конная»
- 1985 — «Поклонись до земли»
- 1991 — «Отель «Эдем»»
- 2002 — «Наследник»

## Постановка конных сцен
Владимир Любомудров был постановщиком трюковых конных сцен в фильмах «Война и Мир» Сергея Бондарчука и «Андрей Рублёв» Андрея Тарковского, причём в последнем Любомудров сыграл татарина.

Трудностей на съемках «Андрея Рублева» хватало. Как всегда в кино, из-за плохой организации летние эпизоды снимались в предзимнюю стужу. Пруд, в который должен был падать актёр Владимир Любомудров, изображавший татарина, был уже затянут толстым слоем льда. Лед разбивали, Любомудров выпивал «для профилактики» водки и впадал в ледяную воду.
— И. А. Мусский

## Семья
Жена — Людмила Любомудрова, актриса.
Дочь — Анастасия Любомудрова, режиссёр.